# Джексон, Алек
Алек Джексон (англ. Alec Jackson; 29 мая 1937, Типтон — 10 августа 2023) — английский футболист.

## Биография

### Игровая карьера
В течение десяти сезонов играл за «Вест Бромвич Альбион», которая в тот период была успешна, входя трижды с 1958 по 1960 годы в первую пятёрку команд Первого дивизиона. Во всех турнирах Джексон сыграл за «Вест Бромвич» 208 матчей в которых забил 52 гола. 
В 1964 году перешёл в «Бирмингем Сити», в котором он отыграл три сезона. Следующим клубом в карьере стал «Уолсолл», в которым он отыграл целый сезон 1967/68. В последующие годы Джексон играл за команды низших английских дивизионах, среди которых были «Нанитон Боро», «Киддерминстер Харриерс» и «Дарластон Таун».

### Смерть
Скончался 10 августа 2023 года на 87-м году жизни.